# Susanne Hartel
Susanne Hartel (* 2. Februar 1988 in Mannheim-Neckarau) ist eine ehemalige deutsche Fußballspielerin.

## Karriere

### Vereine
Ihre Fußballkarriere begann sie im Alter von drei Jahren beim MFC 08 Lindenhof. 2002 musste sie den Verein wechseln, da es damals Mädchen gemäß den Statuten des Deutschen Fußball-Bundes noch nicht erlaubt war, über das Alter von 14 Jahren hinaus in einer Jungenmannschaft mitzuspielen. Da ihr Verein zum damaligen Zeitpunkt noch keine Mädchenmannschaft hatte, schloss sie sich für anderthalb Jahre Viktoria Neckarhausen an.
2003 wechselte die Angreiferin zum 1. FFC Frankfurt. Dort spielte sie zunächst für die B-Juniorinnen, bevor ihr 2004 mit Vollendung des sechzehnten Lebensjahres und dem Erreichen des Mindestalters für Frauenmannschaften der Sprung in den Kader der ersten Mannschaft gelang, für die sie in der Bundesliga, im DFB-Pokal und im UEFA Women’s Cup zum Einsatz kam.
2007 verließ sie Frankfurt als Doublegewinnerin und ging zum SC Freiburg. Dort kam sie in der ersten Saison trotz mehrerer Verletzungen auf zwölf Einsätze in der Bundesliga. Mit sechs Saisontreffern war sie hinter Melanie Behringer (7 Tore) die zweiterfolgreichste Torschützin des am Ende achtplatzierten Sport-Clubs. In der Saison 2008/09 erzielte sie als Stammspielerin zwölf Tore in 17 Spielen. Damit war sie die erfolgreichste Torschützin des Vereins und die siebtbeste Torjägerin der gesamten Liga.
Zur Saison 2010/11 wechselte sie zur TSG 1899 Hoffenheim, mit der ihr 2013 als Meister der 2. Bundesliga Süd der Aufstieg in die Bundesliga gelang. Nach der Saison 2013/14 wurde Hartel in Hoffenheim verabschiedet.

### Nationalmannschaft
Ihr erstes Länderspiel absolvierte sie im Trikot der U15-Nationalmannschaft, für die sie zweimal spielte. Danach lief sie in zwei Spielen für die U17-Nationalmannschaft auf und erzielte dabei zwei Tore.
Für die U19-Nationalmannschaft, mit der sie 2007 Europameisterin wurde, kam sie in zwölf Länderspielen zum Einsatz und erzielte vier Treffer. Ihr wichtigstes Tor war dabei das vorentscheidende 3:2 in der Verlängerung des EM-Halbfinales gegen Frankreich, das die deutsche Mannschaft am Ende mit 4:2 gewann.
Für die U20-Nationalmannschaft lief sie einmal auf.
Zuletzt gehörte sie zum Aufgebot der U23-Nationalmannschaft, für die sie zwölf Spiele bestritt und zwei Tore erzielte.

## Erfolge
Nationalmannschaft
- U19-Europameister 2007

Vereine
- UEFA-Women’s-Cup-Sieger 2006
- Deutscher Meister 2005, 2007
- DFB-Pokal-Sieger 2007 (ohne Finaleinsatz)
- DFB-Hallenpokal-Sieger 2006

## Sonstiges
Hartel lebt in Mannheim und arbeitete dort als Elektronikerin für Betriebstechnik. 2013 begann sie eine neue Berufsausbildung bei einem Prothesenhersteller.